# Historia de Sinuhé
La historia de Sinuhé es un cuento egipcio que se conoce por dos de los papiros de Berlín, el 1499 (B), que contiene algunos fragmentos de la historia, y el 3022 (R), más completo, descubierto por el egiptólogo François Chabas en 1863. También se han encontrado partes del texto en otros papiros y en algunos ostraca.
Sinuhé (s3-nh.t, Sanehet, "Hijo del sicomoro") es, según sus palabras, «el tesorero del rey del Bajo Egipto, gran amigo único, dignatario administrador de los distritos del soberano en las tierras de los asiáticos, verdadero conocido del rey, su bienamado seguidor». Sinuhé dice: «Yo soy un acompañante que sigue a su señor. Sirviente, en el harén del rey, de la noble heredera, de grandes favores, la esposa del rey Senusert en Jenemsut; la hija del rey Amenenhat, Neferu, la muy honrada.» 
Senusert I (Sesostris en versión griega) –de quien era servidor Sinuhé–, fue el segundo faraón de la dinastía XII, del Imperio Medio, que gobernó de c. 1956 a 1910 a. C.; los primeros años fue corregente con su padre, Amenemhat I, que fue asesinado hacia el año 1947 a. C., fecha en que da comienzo el relato.

## Estilo

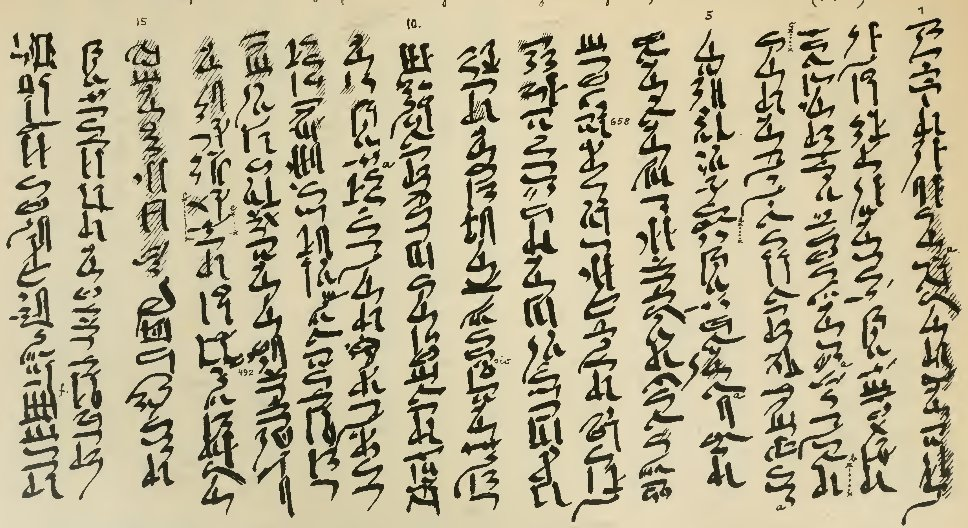
Papiro de Berlín 3022, con la historia de Sinuhé).

El relato está narrado en primera persona, con una fácil erudición que muestra coloridas descripciones de lugares, costumbres y personas tanto de Egipto como de otras tierras, lleno de datos precisos y con una exaltación del sentimiento y pensamiento egipcios: la añoranza de la patria, el anhelo de vida eterna.
Es una de las obras maestras del cuento, género que en Egipto alcanzó gran desarrollo en el Imperio Medio. Este es de tipo realista, y utiliza la prosa en casi toda la narración, aunque cuenta con partes en verso: la descripción de Sesostris ante el rey de Retenu, donde exalta sus virtudes guerreras, aunque acaba abordando la temática amorosa: 

Es el muy amado, el lleno de dulzura que a muchos ha conquistado por el amor.

## Historia

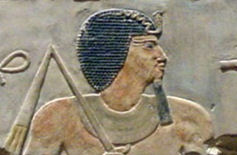
Bajorrelieve del faraón Amenemhat I.

La Historia de Sinuhé no nos narra las conspiraciones del palacio ni ningún otro antecedente sino que los da por conocidos. Es posible que el anónimo autor no quisiera comprometerse.
Cuando Sinuhé viaja para avisar a Sesostris (en campaña contra los libios) de la muerte de su padre, se le adelantan otros mensajeros: oculto, escucha cómo un hombre informa a otro de los príncipes de la casa real, y se da cuenta de que Amenemhat ha sido asesinado según las órdenes dadas por este príncipe. Asustado, creyendo que al no haber sido capaz de descubrir el complot y avisar al corregente sería castigado, huye de Egipto y se encamina al país de Retenu (Siria). 
Invitado por el príncipe Amunenshi, se casa con la hija de este y llega a ser jefe de una de las tribus y un reconocido general, consiguiendo riquezas y poder, sobre todo después de vencer en un duelo a un príncipe local.
Ya anciano, intercambia misivas con el Faraón y regresa a Egipto tras repartir sus bienes entre sus hijos, para ser enterrado allí con todos los ritos necesarios para conseguir la vida eterna en el momento de la muerte, siendo alojado mientras con toda clase de comodidades por el rey, que le entregó una casa de campo con sus rentas, y ordenó la preparación de una tumba de piedra y un rico ajuar funerario.

## Explicación
¿A qué se debió la huida de Sinuhé? La historia podría haberlo explicado mejor, pero los hechos eran tan conocidos por la audiencia, que el relato se limita a mencionarlos. La conspiración de algún príncipe, posible culpable de la muerte de Amenemhat, se menciona de pasada. Esto impide comprender cuáles fueron los temores de Sanehet, y por qué creyó que Sesostris le condenaría. Tampoco en las cartas que envía en su vejez lo explica, se limita a presentar disculpas.

## Análisis
Esta historia está considerada como el mayor logro de la literatura egipcia antigua. Combina en una singular narración una gama extraordinaria de estilos literarios, y es también notable el examen que hace de los motivos de su protagonista. El poema analiza continuamente las razones de la huida de Sinuhé y su posible culpabilidad. Al situar a un miembro de la cultura egipcia en otra sociedad, el poema explora lo que debe ser un egipcio, sin negar la asunción egipcia de que la vida en el exterior de Egipto no tenía sentido

## Repercusión
- Basándose en esta historia, el escritor finlandés Mika Waltari escribió en 1945 una novela llamada Sinuhé, el egipcio, aunque trasladándola a los tiempos de Akenatón (Amenhotep IV), y mezclándola con las conspiraciones que hubo en este reinado debido a la fracasada revolución religiosa. En 1954 se realizó una versión cinematográfica.
- Naguib Mahfuz, escritor egipcio ganador del premio Nobel, escribió en 1941 Awdat Sinuhi. Se basa directamente en los textos antiguos, aunque se toma la licencia de añadir algunos amoríos que no aparecen en el original.